# Yucatobolus spukilensis
Yucatobolus spukilensis är en mångfotingart som beskrevs av Chamberlin 1938. Yucatobolus spukilensis ingår i släktet Yucatobolus och familjen Rhinocricidae. Inga underarter finns listade i Catalogue of Life.